# Look Long
Look Long è il quindicesimo album in studio del duo musicale statunitense Indigo Girls, pubblicato nel 2020.

## Tracce
1. Shit Kickin' (Amy Ray) – 3:53
2. Look Long (Emily Saliers) – 4:39
3. Howl at the Moon (Amy Ray) – 3:42
4. When We Were Writers (Emily Saliers) – 3:54
5. Change My Heart (Emily Saliers) – 3:46
6. KC Girl (Amy Ray) – 3:43
7. Country Radio (Emily Saliers) – 3:57
8. Muster (Amy Ray) – 3:40
9. Feel This Way Again (Emily Saliers) – 2:52
10. Favorite Flavor (Amy Ray) – 2:56
11. Sorrow and Joy (Emily Saliers) – 4:41

## Formazione
Indigo Girls
- Amy Ray – chitarra, voce
- Emily Saliers – chitarra, voce

Altri musicisti
- Justin Adams – chitarra
- Caroline Dale – violoncello
- Lyris Hung – violino
- Carol Isaacs – tastiera
- Lucy Jules – voce (in Shit Kickin')
- Clare Kenny – basso
- John Reynolds – batteria, percussioni, tastiera
- Lucy Wainwright Roche – cori